# Joan VI Cantacuzè
Joan VI Cantacuzè (en grec: Ἰωάννης ὁ Καντακουζήνος) (c. 1292 – 15 de juny de 1383), conegut també com a Joan V Cantacuzè, però el seu nom complet era Joan Àngel Comnè Paleòleg Cantacuzè, fou emperador romà d'Orient de facto del 1342 al 1355 i de iure del 1347 fins als primers dies del gener del 1355. Al començament va haver de superar una guerra civil que va durar sis anys i va empobrir l'estat. Quan va perdre la confiança en el qui havia de ser el seu protegit, Joan V Paleòleg, el va fer fora del govern i va nomenar coemperador el seu fill Mateu Cantacuzè. La intervenció dels genovesos en el conflicte el va fer recapacitar i, per evitar més guerres, va abdicar. Retirat en un monestir, va escriure sobre història del seu temps.

## Relació amb Andrònic III
Era el fill gran de Miquel Cantacuzè, primer dèspota de Morea. La seva mare era Teodora Àngela Comnena, descendent de la família imperial Paleòleg. La seva història està fortament lligada a la d'Andrònic III, amics d'infantesa, i a la del fill d'aquest Joan V Paleòleg (de vegades esmentat com Joan VI Paleòleg i llavors Joan VI passa a ser Joan V Cantacuzè).
Es va distingir en el regnat del seu parent Andrònic II Paleòleg (1282-1328) que el va nomenar prefecte de la sagrada cambra. Fou molt amic del net de l'emperador, Andrònic Paleòleg el Jove, i va participar en la revolta d'aquest contra l'avi i fou gràcies a la seva decisió que finalment Andrònic el Jove va arribar al tron el 1328 (Andrònic III Paleòleg). Com a premi, Andrònic el va nomenar gran domèstic. Va conquerir Etòlia i Lesbos i va exercir gran influencia en el govern fins al punt que era vist com l'autèntic emperador; va exercir una sàvia administració, va reforçar les lleis, va gaudir de la fama de no ser un especulador però si un recaptador ferotge. Andrònic III li tenia molt d'afecte i li va proposar de compartir el tron però Cantacuzè va refusar per prudència i modèstia. Nou anys abans de morir Andrònic III, aquest emperador es va sentir molt malalt i, creient que anava a perdre la vida, li va fer jurar que cuidaria del fill que portava al ventre la seva dona i en seria el regent. L'emperador va recuperar la salut però el jurament va quedar per escrit i es va aplicar la seva voluntat a la seva mort el 1342.

## Regència de Joan V
Aviat van sorgir altres aspirants a la regència: el patriarca de Constantinoble Joan Calecas i l'almirall Aleix Apocauc. Van convèncer la vídua Anna de Savoia de reclamar la regència i van començar a calumniar Joan Cantacuzè i van trobar força adherents entre l'aristocràcia. Durant una absència de Joan de la capital, fou acusat de traïció i els seus enemics foren els seus jutges, que el van declarar culpable i el van sentenciar a mort amb confiscació de béns.
No va quedar més remei a Joan que la revolta, però va deixar clar que s'aixecava contra els consellers i no contra l'emperador infant. Això no obstant, va agafar el títol de coemperador el 21 de març del 1342 i fou coronat solemnement junt amb la seva dona Irene, a Adrianòpolis, pel patriarca Llàtzer de Jerusalem. Va demanar ajut al rei Esteve Dušan de Sèrbia i va formalitzar aliança amb Umur Bey príncep d'Aidin. Anna de Savoia es va aliar amb Bulgària i va fer portar les joies de la corona a Venècia per empenyorar-les i obtenir diners per pagar un exèrcit. Mentre Joan era a Sèrbia i la seva dona a Demòtica, Umur Bey va desembarcar a Grècia amb una flota de 380 vaixells i un exèrcit de 28.000 homes, es va establir a Demòtica (Didymoticum) i va avançar en direcció a Sèrbia però un dur hivern el va obligar a retornar sense haver pogut trobar-se amb Cantacuzè.
El 1343 Umur i Cantacuzè es van veure a Clopa, a prop de Tessalònica i van organitzar les operacions contra Apocauc. Grècia i Tràcia foren assolades, però Umur Bey fou subornat per Apocauc i es va retirar. Cantacuzè va trobar un nou aliat en Orkhan, soldà dels turcs osmanlis (després otomans) a qui va donar en matrimoni a la seva filla Teodora. Durant cinc anys la guerra civil va devastar Grècia fins que el 1346 Cantacuzè ja era el més poderós i va fer una mena de reconciliació amb Anna de Savoia, avançant fins a Constantinoble reforçat amb un cos de mercenaris llatins. El gener del 1347 va entrar a la capital sense resistència (les portes foren obertes pel capità italià Facciolati (un quinta columnista) i Apocauc va morir en els tumults que van seguir.
Cantacuzè podia haver esdevingut únic emperador però va reconèixer al jove Joan V Paleòleg, que ara tenia 15 anys, com a coemperador, però amb la condició que no seria declarat major d'edat fins als 25 anys segons la llei grega, i mentrestant ell seria l'únic responsable del govern. Com a garantia de la futura harmonia, la seva filla Helena es va casar amb el jove Joan V. El mateix any Cantacuzè fou coronat a la capital per Isidor, patriarca de Constantinoble.
Durant aquest període de regència diversos problemes van atacar l'Imperi Romà d'Orient:

Al cap d'un any una epidèmia que anomenaven pesta negra va assolar l'Imperi Romà d'Orient (1348) i va causar gran mortaldat. Els genovesos de Pera es van revoltar reclamant més privilegis, cosa que van obtenir. Esteve Dušan, rei de Sèrbia, s'havia fet coronar emperador dels romans d'Orient i dels grecs, fet que entrava en contradicció del títol dels dos Joans. Per solucionar això Cantacuzè va demanar al patriarca de Constantinoble que l'excomuniqués i així va quedar declarat heretge (1350). Stefan va fer una incursió per Tràcia però fou derrotat i va haver de negociar la pau, però al mateix temps el rei búlgar es va aliar amb la República de Gènova contra els romans d'Orient. Amb els otomans va tenir amistoses relacions durant anys, però sembla que l'amistat amb Orkhan no era sincera atès que al mateix temps negociava amb el papa i li prometia la unió de les esglésies si predicava una croada contra els turcs, proposta que el papa va acceptar quan la va fer Joan Paleòleg, però que mai no es va dur a terme.

## Segona revolta de Joan V
Al cap d'un temps van esclatar diferències entre els dos Joan. Joan Paleòleg escoltava els consells de l'antic partit d'Apocaucos. Cantacuzè el va enviar a residir a Tessalònica i va intentar convèncer el jove de no fer res per mitjà d'Anna de Savoia, però en debades.
El jove príncep es va emancipar de la vigilància a la qual estava sotmès i el 1353 es va revoltar aliat als serbis i els genovesos. Cantacuzè i Orkhan el van derrotar en una batalla i Paleòleg es va refugiar a Tènedos. Joan Cantacuzè el va excloure del tron i va proclamar al seu propi fill Mateu Cantacuzè com a coemperador i hereu del tron.
Però el poble afavoria els Paleòleg i bandes armades es van organitzar aquí i allà per defensar el jove príncep; aquest disposava d'una forces destacades de mercenaris que li havien donat els Gattiluso (o Gattiluzzi), una família genovesa, a canvi de la mà de la seva germana i la concessió d'algunes terres (després van esdevenir prínceps sobirans de Lesbos i altres llocs). Amb aquestes forces va sortir cap a Constantinoble amb vaixells genovesos que van entrar al Corn d'Or com si anessin a comprar provisions.

## Monjo
A la fi del mes de desembre del 1354, desembarcat Paleòleg, molta gent el va seguir i es va proclamar emperador. Cantacuzè, abandonat per molts dels seus fidels, va abdicar el gener del 1355 i quatre dies després es va fer monjo. Va prendre el nom de Josep i va romandre la resta de la seva vida en monestirs de Constantinoble i del Mont Atos. Va escriure una història del seu temps titulada Ἱστοριῶν Βιβλία Δ ('Història en 4 llibres'), que narra els regnats des d'Andrònic III fins al seu, i una mica més fins al 1357. Amb tot, no va estat totalment separat de la vida política: el 1367 l'emperador Joan V Paleòleg li va encomanar la missió de negociar amb Pau d'Esmirna, que era el patriarca de Constantinoble, el procés d'unió de les Esglésies catòlica i ortodoxa, que es va concretar amb l'organització d'un concili.
La seva dona Irene es va retirar també a un convent.
La data de la seva mort és incerta. Era viu encara el 1375, data en què el papa Gregori XI li va escriure una carta, però va morir pocs anys després, probablement el 15 de juny de 1383.

## Matrimoni i descendència
Joan VI Cantacuzè es va unir en matrimoni amb Irene Assèn, una filla d'Andrònic Assèn (fill d'Ivan III Assèn de Bulgària i d'Irene Paleòloga, filla de l'emperador Miquel VIII Paleòleg). La parella va tenir molts fills, però només se'n té certesa de sis:
- Mateu Cantacuzè, fou coemperador del 1353 al 1357, i després dèspota de Morea;
- Manuel Cantacuzè, fou dèspota de Morea;
- Andrònic Cantacuzè;
- Maria Cantacuzena, que es va casar amb Nicèfor II Orsini, dèspota de l'Epir;
- Teodora Cantacuzena, que es va casar amb Orhan I soldà de l'Imperi Otomà;
- Helena Cantacuzena, que es va casar amb l'emperador Joan V Paleòleg.